# NGT48
NGT48 (pour NiiGaTa48) est un groupe de musique composé d'idoles japonaises et formé en janvier 2015 à Niigata.
Il est le 4e groupe sœur du populaire groupe d'idoles AKB48 au niveau national (après HKT48 en 2011, NMB48 en 2010, SDN48 en 2009 et SKE48 en 2008), ce dernier créé 10 ans auparavant.

## Histoire

### 2015: La formation du groupe
Un événement du groupe AKB48 intitulé AKB48 Request Hour Setlist Best 1035 2015 (AKB48リクエストアワー　セットリストベスト1035　2015) est organisé et se déroule du 21 au 25 janvier au Tokyo Dome City Hall. Le 5e jour de l'événement, le 25 janvier, il y est annoncé la création d'un nouveau groupe sœur basé à Niigata, nommée NGT48, afin de célébrer le 10e anniversaire d'AKB48,, ; il devient le 5e groupe-sœur national de AKB48 et le tout premier en quatre ans depuis la création de HKT48 en 2011.
Les inscriptions aux auditions pour le recrutement de nouveaux membres ont lieu en mars suivant et le propre théâtre de NGT48 est en construction et ouvrira ses portes le 1er octobre 2015.
Le 26 mars, au cours du concert d'AKB48 à la Saitama Super Arena, il est annoncé le même jour qu'un des membres d'AKB48, Rie Kitahara, sera transférée chez NGT48 et sera désigné comme future capitaine du nouveau groupe après l'annonce d'un nouveau Team Shuffle (mélange des équipes des groupes 48) faite le même jour au même endroit,. Par ailleurs, un autre membre d'AKB48, Yuki Kashiwagi, assumera un statut de membre "kennin" (membre ayant une double position) avec AKB48 et NGT48 (l'ayant déjà fait avec AKB48 et NMB48 auparavant).
En avril 2015, le site officiel du groupe voit le jour avec de plus un nouveau logo. La période d'application des auditions pour former la 1re génération du groupe débute le 10 avril 2015 et s'achève le 18 mai 2015. Les jeunes filles âgées de 11 et 23 ans sont acceptées pour auditionner.
Lors d'une conférence de presse le 25 juillet, la 1re génération de NGT48 est dévoilée. Il est ensuite annoncé qu'elles sont 22 membres au total (sur 74 candidates qui avaient participé à l’étape finale des auditions). Douze filles sont originaires de Niigata et ont entre 12 et 20 ans. Les débuts des membres devrait se faire fin août. Avec la capitaine du groupe Rie Kitahara, les membres représentant la 1re génération se nomment : Yuria Otaki, Yuka Ogino (membre draft), Tsugumi Oguma, Yuria Kado, Minami Katō, Aina Kusakabe, Anju Satō, Riko Sugahara, Reina Seiji, Moeka Takakura, Mau Takahashi,Ayaka Tano, Rika Nakai, Ayuka Nakamura, Miharu Nara, Marina Nishigata (membre draft), Nanako Nishimura, Rena Hasegawa, Hinata Honma, Ayaka Mizusawa, Aya Miyajima, Fuka Murakumo, Maho Yamaguchi  et Noe Yamada.

### 2016-2017: Débuts discographiques
Le groupe ouvre un théâtre en 2016.

### 2018-2019
En 2019, une polémique éclate après l'agression d'un des membres, Maho Yamaguchi. Les excuses publiques initiales de Yamaguchi ont été considérées comme du blâme des victimes et comme une négligence de la part de la direction, notamment de la part d’autres membres du groupe tels que Rino Sashihara, Akari Suda et Yuki Kashiwagi. Face au scandale, la ville de Niigata a annoncé qu’elle coupait les liens avec NGT48 à compter d’avril.

## Membres

### Team NIII
Notes = La capitaine de l'équipe NIII est Rie Kitahara.
| Prénom/Nom       | Nom en japonais | Date de naissance | Lieu de naissance       | Âge    | Remarques                                                    |
| ---------------- | --------------- | ----------------- | ----------------------- | ------ | ------------------------------------------------------------ |
| Yuka Ogino       | 荻野由佳        | 16 février 1999   | Préfecture de Saitama   | 26 ans | Vice-capitaine                                               |
| Tsugumi Oguma    | 小熊倫実        | 15 décembre 2002  | Préfecture de Niigata   | 22 ans | Le plus jeune membre du groupe                               |
| Yuki Kashiwagi   | 柏木由紀        | 15 juillet 1991   | Préfecture de Kagoshima | 34 ans | Membre d'AKB48 Team B                                        |
| Minami Katō      | 加藤美南        | 15 janvier 1999   | Préfecture de Niigata   | 26 ans |                                                              |
| Rie Kitahara     | 北原里英        | 24 juin 1991      | Préfecture de Aichi     | 34 ans | Capitaine; Transférée d'AKB48 ; Le plus âgé membre du groupe |
| Anju Satō        | 佐藤杏樹        | 5 novembre 2001   | Préfecture de Niigata   | 23 ans |                                                              |
| Riko Sugahara    | 菅原りこ        | 23 novembre 2000  | Préfecture de Niigata   | 24 ans |                                                              |
| Moeka Takakura   | 高倉萌香        | 23 avril 2001     | Préfecture de Niigata   | 24 ans |                                                              |
| Ayaka Tano       | 太野彩香        | 20 juillet 1997   | Préfecture de Hyogo     | 28 ans |                                                              |
| Rika Nakai       | 中井りか        | 23 août 1997      | Préfecture de Toyama    | 27 ans |                                                              |
| Marina Nishigata | 西潟茉莉奈      | 16 octobre 1995   | Tokyo                   | 29 ans |                                                              |
| Rena Hasegawa    | 長谷川玲奈      | 15 mars 2001      | Préfecture de Niigata   | 24 ans |                                                              |
| Hinata Honma     | 本間日陽        | 10 novembre 1999  | Préfecture de Niigata   | 25 ans |                                                              |
| Fūka Murakumo    | 村雲颯香        | 5 juillet 1997    | Préfecture d'Akita      | 28 ans |                                                              |
| Maho Yamaguchi   | 山口真帆        | 17 septembre 1995 | Préfecture d'Aomori     | 29 ans |                                                              |
| Noe Yamada       | 山田野絵        | 7 octobre 1999    | Préfecture de Saitama   | 25 ans |                                                              |

### Kenkyūsei
| Prénom/Nom       | Nom en japonais | Date de naissance | Lieu de naissance      | Âge    | Remarques |
| ---------------- | --------------- | ----------------- | ---------------------- | ------ | --------- |
| Yuria Ōtaki      | 大滝友梨亜      | 21 avril 1995     | Préfecture de Niigata  | 30 ans |           |
| Yuria Kado       | 角ゆりあ        | 22 juin 2000      | Préfecture d'Ishikawa  | 25 ans |           |
| Aina Kusakabe    | 日下部愛菜      | 6 février 2002    | Préfecture de Kanagawa | 23 ans |           |
| Reina Seiji      | 清司麗菜        | 19 avril 2001     | Préfecture de Saitama  | 24 ans |           |
| Mau Takahashi    | 髙橋真生        | 3 juin 2001       | Préfecture de Niigata  | 24 ans |           |
| Ayuka Nakamura   | 中村歩加        | 28 juillet 1998   | Préfecture de Niigata  | 27 ans |           |
| Miharu Nara      | 奈良未遥        | 20 mars 1998      | Préfecture d'Aomori    | 27 ans |           |
| Nanako Nishimura | 西村菜那子      | 11 août 1997      | Préfecture de Nagano   | 28 ans |           |
| Aya Miyajima     | 宮島亜弥        | 27 novembre 1997  | Préfecture de Niigata  | 27 ans |           |

## Ex-Membres
Ayaka Mizusawa (水澤彩佳) a quitté le groupe le 25 mars 2017 

## Discographie

### Singles
1. 12 avril 2017 : Seishun Dokei (青春時計?)

### Groupes sœurs
- Groupes sœurs japonais : AKB48 ; SKE48 ; SDN48 ; NMB48 ; HKT48 ; STU48
- Groupes sœurs étrangers : JKT48 (Jakarta) ; SNH48 (Shanghai) ; TPE48 (ja) (Taipei)